# Germano De Cinque
Germano De Cinque (Casoli, 26 dicembre 1935 – Francavilla al Mare, 25 luglio 2019) è stato un politico italiano, deputato per due legislature e senatore per tre, eletto con la Democrazia Cristiana.

## Biografia
Nacque a Casoli da una nota famiglia del paese: il padre Giorgio, medico, e il nonno Esculapio, notaio, furono entrambi sindaci del comune, mentre il prozio Ferdinando, fratello minore di Esculapio, fu deputato.
Laureato in giurisprudenza, fu avvocato e poi (dal 1980 al 2010) notaio a Chieti.
Iscritto alla Democrazia Cristiana, fu eletto consigliere comunale di Casoli, per la prima volta, nel 1960 e, confermato nelle elezioni successive, rimase in carica fino al 1978. Dal 1960 al novembre 1964 fu anche sindaco del paese.
Fu ininterrottamente membro del parlamento dal 1978 al 1994: fu eletto deputato nel 1976 e nel 1979 e senatore nel 1983, nel 1987 e nel 1992.
Ricoprì l'incarico di sottosegretario al ministero di Grazia e Giustizia nel Governo Amato I (1992-1993) e al ministero dell'industria, del commercio e dell'artigianato nel Governo Ciampi (1993-1994).